# Melanodryas
Genre
Synonymes
- Amaurodryas Gould, 1865[2]

Melanodryas est un genre de passereaux de la famille des Petroicidae. Il comprend deux espèces de miros.

## Répartition
Ce genre se trouve à l'état naturel en Australie,.

## Liste alphabétique des espèces
Selon la classification de référence du Congrès ornithologique international (version 8.2, 2018) :
- Melanodryas cucullata (Latham, 1801) — Miro à capuchon
  - Melanodryas cucullata cucullata (Latham, 1801)
  - Melanodryas cucullata melvillensis (Zietz, FR, 1914) †
  - Melanodryas cucullata picata Gould, 1865
  - Melanodryas cucullata westralensis (Mathews, 1912)
- Melanodryas vittata (Quoy & Gaimard, 1832) — Gobemouche sombre, Miro de Tasmanie
  - Melanodryas vittata kingi (Mathews, 1914)
  - Melanodryas vittata vittata (Quoy & Gaimard, 1832)